# Иди со мной
«Иди со мной» (англ. Walk with me) — будущий художественный фильм режиссёра Джонни Блэра, по сценарию Бенджамина Фэрри. Главные роли в фильме исполнят Эмили Кэри, Клас Банг и Сьюки Уотерхаус

## Сюжет
Подросток Элли пытается наладить отношения со своим эмоционально отстраненным отцом Саймоном, который воспитывал её один с тех пор, как её мать умерла при родах. Вскоре они переезжают в отдалённый сельский коттедж, чтобы жить с новой девушкой отца, Фионой, Элли начинает испытывать тревогу. Почти сразу после приезда Элли видит версию своего отца, которую она не узнает — он игривый и любящий в общении с Фионой, и это опустошает её. Элли мучают повторяющиеся видения страшного существа, которое её новый местный друг идентифицирует как «Прачку» — фигуру из кельтской мифологии, олицетворяющую женщин, умерших во время родов. Согласно легенде, это существо видят те, кто сам вскоре умрёт. Элли все больше убеждается, что Фиона намерена убить ее, и эмоциональная пропасть между ней и отцом только увеличивается, когда она понимает, что Фиона беременна. По мере того как реальность превращается в кошмар, Элли отправляется по жестокому пути, который перевернет все наши представления и спросит, на что мы готовы пойти, чтобы вернуть тех, кого любим.

## В ролях
- Эмили Кэри — Элли
- Клас Банг — Саймон
- Сьюки Уотерхаус — Фиона

## Производство
О начале работы над фильмом стало известно в октябре 2023 года. Главные роли в будущем психологическом триллере получили Эмили Кэри, Клас Банг и Сьюки Уотерхаус. Клаудия Блюмхубер из компании Silver Reel выступает в качестве ведущего продюсера фильма. Режиссёром стал Джонни Блэр. Съёмки фильма запланированы в Европе на начало 2024 года. Александр Йоосс и Флориан Даргель из компании Silver Reel выступают в качестве исполнительных продюсеров. Джона Томпсон и Джимми Кэмпбелл-Смит из Silver Reel выступят в качестве сопродюсеров. Сценарий написал Бенджамин Фэрри. Оператором выступит Эвелин Ван Рей, получившая на Каннском кинофестивале в 2022 году специальный поощрительный приз Angénieux. Композитором стала Анне Кулонен. Художник по гриму и дизайну — Кристьян Маллетт из компании KM Effects.